# 6534-es mellékút (Magyarország)
A 6534-es számú mellékút egy csaknem negyven kilométer hosszú, négy számjegyű mellékút a Dunántúl délkeleti részén, a Völgységben. Mindkét végpontja Tolna vármegyében helyezkedik el, hiszen Bonyhád városát köti össze a Dombóvár szomszédságában lévő Kaposszekcsővel (a 6-os főutat a 611-es főúttal), de közben áthalad több Baranya vármegyei településen is, kétszer is átlép ebbe a vármegyébe.

## Nyomvonala
A 6-os főútból ágazik ki, annak 159+900-as kilométerszelvénye táján, a Baranya vármegyei Hidas és a Tolna vármegyei Bonyhád határán. Észak felé indul, az ellenkező irányban ugyanitt ágazik ki dél felé a 65 362-es út, a MÁV 50-es számú Dombóvár–Bátaszék-vasútvonalának Hidas-Bonyhád vasútállomása felé. A két település határvonalát követi az első szakaszán, északi irányban, majd 500 méter után kiágazik belőle északkelet felé egy önkormányzati út Bonyhád belvárosa felé, és innen az út teljesen bonyhádi területre lép, egyúttal kicsit nyugatabbi irányt is vesz.
Ezután Bonyhád belterületének nyugati széle mellett halad el, majd 2,6 kilométer megtételét követően egy újabb elágazása jön a város irányában, és itt nyugatnak fordul. 3,2 kilométer után Majos városrész keleti szélét éri el, és ott kiágazik belőle a 6529-es út, amely tulajdonképpen Majos főutcája. Nyugat-délnyugati irányban halad tovább Majos lakott területének déli szélén, és 4,3 kilométer után visszatorkollik bele a 6529-es, itt már Hidas területén, néhány lépéssel a határszél átlépését követően. Ezt a községet azonban az út ennél jobban már nem érinti: 5,1 kilométer után visszatér Tolna vármegyébe, Kismányok területére.
Az 5+850-es kilométerszelvénye táján kiágazik belőle dél felé a 65 165-ös út, ez vezet Kismányok település központjába, a 6+350-es kilométerszelvény közelében pedig átlép Nagymányokra, ahol rögtön lakott területre érkezik, illetve a vasút mellé simul. Petőfi Sándor utca a települési neve, így halad el, a 7+150-es kilométerszelvényénél Nagymányok megállóhely mellett is, amit egyébként csak egy önkormányzati út szolgál ki. Onnantól már nagyjából külterületen halad, 7,9 kilométer után pedig átlép Váralja területére. 8,7 kilométer után kiágazik belőle dél felé a 65 167-es út, ez vezet a település központjába, illetve Váralja megállóhelyet is ez szolgálja ki, a megállóhely keleti végében keresztezve a vasútvonalat.
Nem sokkal a tizedik kilométere után az út ismét Baranya vármegyébe tér át, belépve Máza területére, ahol, 10,8 kilométer után elhalad Máza-Szászvár vasútállomás mellett, annak északi szélén, illetve az ott kialakult településrész déli peremén. 11,2 kilométer teljesítését követően egy elágazáshoz ér: északnyugat felé a 65 168-as út indul Györe és a zsákfalunak tekinthető Izmény felé, az út pedig délnyugatnak fordul és szinte azonnal keresztezi a vasútvonalat. 11,7 kilométer után éri el a település központját, annak északi szélén halad el, Bonyhádi út néven, közben fokozatosan nyugati irányt felvéve. 12,2 kilométer után már szászvári területre érkezik és nem sokkal ezután már az ottani házak közé ér. Kisebb iránymódosulásoktól eltekintve ezután is nyugat felé halad, előbb ugyancsak Bonyhádi utca, majd Szent István utca néven.
13,8 kilométer után egy elágazáshoz ér: a nyugati irányt követő út a 6541-es számozást viseli – ez az útszámozás itt ér véget, 26 kilométer után, Pécs hirdi részétől indulva –, a 6534-es pedig éles kanyarvétellel észak felé folytatódik, Arany János utca, majd Dombóvári utca néven. A 15. kilométere előtt néhány lépéssel hagyja el Szászvár belterületeit, 15,5 kilométer után pedig újból keresztezi a vasutat, Szászvár megállóhely nyugati szélénél. 16,5 kilométer után lép Tófű község területére, a települést 17,9 kilométer után éri el; ott a Kossuth Lajos utca nevet viseli, és 18,6 kilométer után lép ki a falu házai közül.
19,2 kilométer után Egyházaskozár területére ér, közben nyugatabbi irányt vesz. A 20+750-es kilométerszelvényénél kiágazik belőle dél felé a 65 186-os út, a szintén zsákfalunak számító Hegyhátmaróc községbe. A 22. kilométerénél lép be Egyházaskozár lakott területére, ott a Béke utca, majd a központban a Fő tér nevet viseli. Ezen a néven halad északnyugat felé még akkor is, amikor, 22,3 kilométer után kiágazik belőle észak felé a 65 193-as út, a 6 kilométerre északkeletre fekvő Szárász központjába. (Ez utóbbi nem zsákfalu, mivel egy önkormányzati úton északról, a Tolna vármegyei Lengyel felől is elérhető.) A folytatásban Tinódi utca néven húzódik, és 23,2 kilométer után lép ki a település lakott területéről.
24,2 kilométer után Bikal területére érkezik, ahol szinte egyből lakott területeken halad, Szabadság utca, a központban Rákóczi utca, a nyugati falurészben pedig Béke utca nevet viselve. 26,3 kilométer után lép ki a község lakott területeiről, 28,1 kilométer után pedig már Mágocs határában jár. 29,5 kilométer után lép be a község lakott területeire, ahol a Rákóczi utca nevet viseli. 30,3 kilométer után kiágazik belőle dél felé a több mint 7 kilométer hosszú 65 174-es út: ez vezet Alsómocsolád központjába, de Mágocs-Alsómocsolád vasútállomást is ez az út szolgálja ki. A továbbiakban az út Mágocs lakott területének déli szélén halad tovább, nagyjából nyugati irányban, majd 31,7 kilométer után, a belterület legnyugatibb csücskénél beletorkollik a 6539-es út, közel 15,5 kilométer megtétele után, Mekényes felől.
32,6 kilométer után újra visszatér Tolna vármegyébe, ahol Csikóstőttős területére ér. A községet 36,3 kilométer után éri el, ott a Kossuth Lajos utca nevet veszi fel, és fokozatosan délnyugati irányt vesz. A lakott terület nyugati szélét elhagyva, 37,1 kilométer után újra keresztezi a vasutat, Csikóstőttős megállóhely északi szélén, majd 37,3 kilométer után áthalad a Baranya-csatorna fölött is; ugyanott átlép Kaposszekcső területére, a 38. kilométere után pedig a Budapest–Pécs-vasútvonalat is keresztezi, Kaposszekcső megállóhely déli szélén. Innentől már a település házai között halad, Táncsics Mihály utca néven, és a 611-es főútba torkollva ér véget, annak 6+150-es kilométerszelvénye közelében, Kaposszekcső központjában.
Teljes hossza, az országos közutak térképes nyilvántartását szolgáló kira.gov.hu adatbázisa szerint 39,217 kilométer.

## Települések az út mentén
- Bonyhád
- (Hidas)
- Kismányok
- Nagymányok
- (Váralja)
- Máza
- Szászvár
- Tófű
- Egyházaskozár
- Bikal
- Mágocs
- Csikóstőttős
- Kaposszekcső

## Története
1934-ben a kereskedelem- és közlekedésügyi miniszter 70 846/1934. számú rendelete nagyjából a teljes mai hosszában másodrendű főúttá nyilvánította, a Bátaszék-Bonyhád-Dombóvár közti 63-as főút részeként. Komolyabb különbség a régi és a jelenkori nyomvonal között annyi volt, hogy a régi út még áthaladt Bonyhád és Majos belterületén is.